# 泗水亭

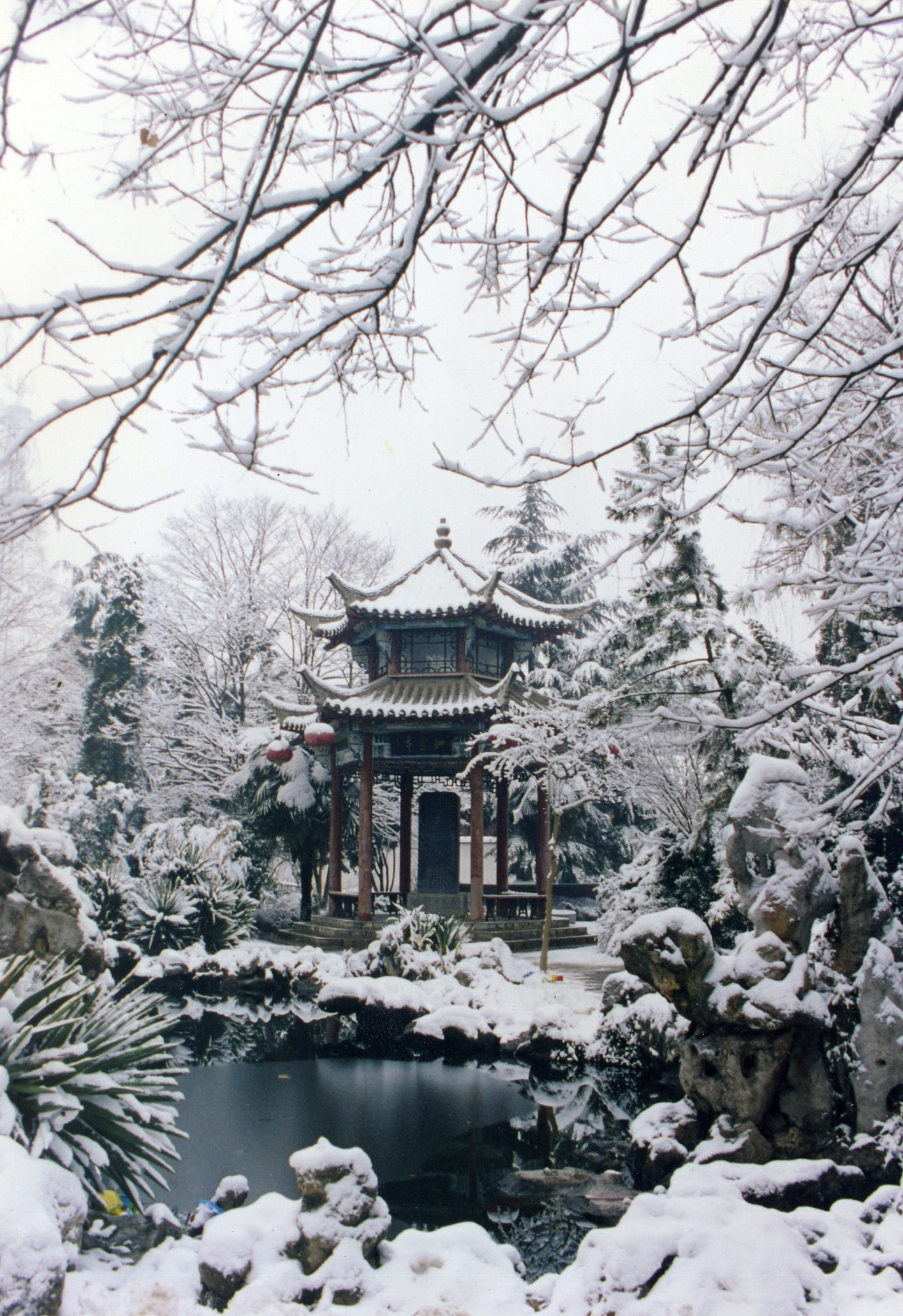
泗水亭

泗水亭位于江苏省沛县城区泗水亭公园内，公园因亭得名，而泗水亭却因古代刘邦曾担任泗水亭长而命名。泗水亭上有启功书写的“泗水亭”匾额。亭里竖立着一块石碑，上面刻有汉代班固的《泗水亭赋》。